# Gmina Hercegovac
Gmina Hercegovac (chorw. Općina Hercegovac) – gmina w Chorwacji, w żupanii bielowarsko-bilogorskiej.

## Miejscowości
- Hercegovac
- Ilovski Klokočevac
- Ladislav
- Palešnik
- Velika Trnava